# Masanori Nomura
Masanori Nomura (Japans: 野村 正憲, Nomura Masanori) (Hokkaido, 11 april 1949) is een Japans componist en muziekpedagoog.

## Levensloop
Nomura studeerde aan het Hirosaki-universiteit in Hirosaki. Hij werd muziekleraar aan de Aomori Technical High School in Aomori. Hij is lid van een groep componisten genaamd Kaze no Kai.

## Composities

### Werken voor harmonieorkest
- 1990 Marine City, mars
- 1991 Sun Way, mars
- 1992 Spring March
- 1995 Apple March

### Muziektheater

#### Opera's
| Voltooid in | Titel                 | Aktes | Première | Libretto |
| ----------- | --------------------- | ----- | -------- | -------- |
| 1980        | Akai Kushi (Rode Kam) |       |          |          |

### Vocale muziek

#### Werken voor koor
- Mother, voor gemengd koor- tekst: Hachiro Sato